# غنيمون صغير
جنتوم صغير (الاسم العلمي:Gnetum diminutum) هو نوع من النباتات يتبع جنس الجنتوم من الفصيلة الجنتوية.